# Bătălia de la Issos
Bătălia de la Issos a avut loc în anul 333 î.Hr., între macedonenii conduși de Alexandru cel Mare și perșii conduși de Darius al III-lea. Alexandru, cu o armată experimentată și compactă, a întâlnit o armată dezorganizată formată din soldați din mai multe țări. Bătălia decisivă s-a dat la Issos. Aici, oastea lui Alexandru a întâlnit armata persană în câmp deschis. Darius a atacat primul aruncând în luptă, într-o primă fază, cavaleria. Oastea lui Alexandru a așteptat pe loc, în formație de falangă, atacul cavaleriei persane, apoi s-a desfăcut în două părți lăsând cavaleria inamică să pătrundă printre acestea și, prinzând-o ca într-un clește, a distrus-o (vreo 80.000 de soldați). Apoi Alexandru a lansat un atac puternic în flancul armatei persane. Perșii, pierzând grosul armatei lor (cavaleria), au început să dezerteze, lăsându-l pe Darius singur.[nefuncțională]

## Confruntarea

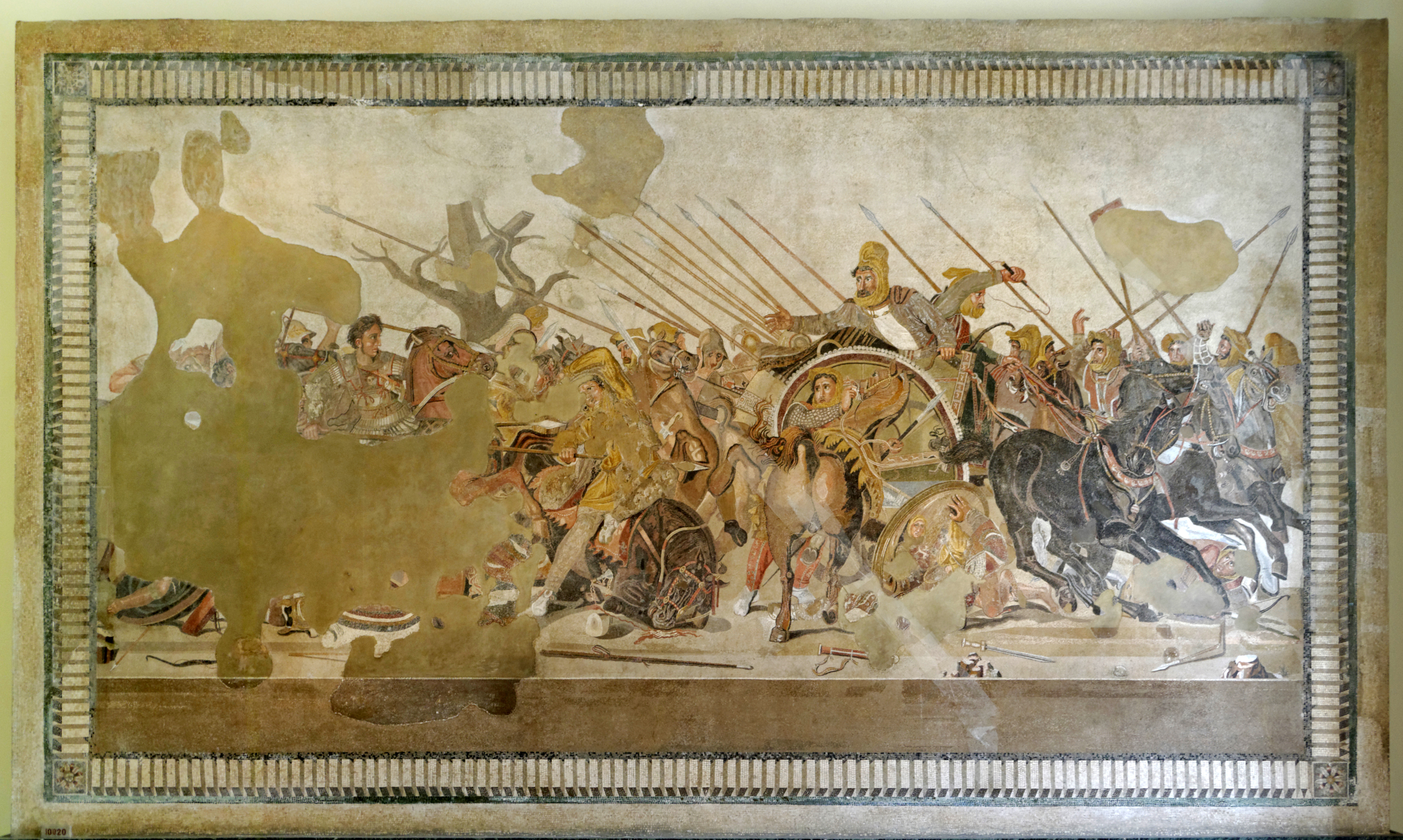
Mozaic antic reprezentând Bătălia de la Issos

Faimoasa confruntare a avut loc în anul 333 î.Hr., atunci când Darius al III-lea (380 î.Hr - 330 î.Hr), „Rege al Regilor”, marele conducător al Imperiului Persan, își conduce numeroasa armată cu scopul de a strivi pe un „nimeni” îndrăzneț și enervant venit dintr-o țară micuță, care avea tupeul „să agite apele” în marele său imperiu. Singura problemă a lui Darius a fost că acest „nimeni”era regele Macedoniei, Alexandru cel Mare (356 î.Hr -323 î.Hr) .
Scopul cu care Alexandru al Macedoniei a pătruns pe teritoriul Imperiului Persan, era acela de a-l cuceri, atras de bogățiile teritoriului și urmându-și planul de extindere al Imperiului Macedonean. Astfel în luna noiembrie armata sa ajunge în sudul Anatoliei mânată de entuziasmul, curajul și ambițiile lui Alexandru, de cucerire.
Având o armată extrem de numeroasă și greu de aprovizionat, Darius al III-lea plănuia o campanie scurtă de alungare a inamicului. Avantajul numeric, dar și cel teritorial îl făceau pe regele persan să se gândească că aceasta va fi una dintre cele mai facile bătălii pe care le-a purtat. Mai mult decât atât, până atunci nici o oaste condusă de un rege persan nu fusese învinsă vreodată.
Darius face prima mutare și atacă trufaș armata inamică într-o vale îngustă, folosindu-se de cavalerie pentru această primă ofensivă. Geniul militar al lui Alexandru cel Mare, dar și vitejia armatei condusă de el aveau să administreze o lovitură puternică oștii persane. Astfel armata de macedoneni se deschide la comanda lui Alexandru, și prinde ca într-un clește cavaleria persană formată din aproximativ 80.000 de oameni. Urmează un atac puternic și rapid pe flancul persan. Numeroasa oaste a lui Darius este decimată și intimidată de aceste mutări, singura soluție rămasă fiind să părăsească într-un timp cât mai scurt locul bătăliei și să abandoneze lupta.
Însuși marele Darius este nevoit să recurgă la o fugă rușinoasă, lăsându-și în urma nu numai o bună parte a armatei dezorientată și înspăimântată, dar și propria mamă, soția și cele trei fiice, care îl însoțiseră în luptă pentru a vedea cum regele persan își învinge neînsemnații adversari macedoneni.
Se spune că Alexandru nu a profitat niciodată de poziția sa de învingător și a tratat prizonierele cu toată considerația cuvenită rangului lor.
Alexandru, însoțit de câțiva oameni îl urmărește pe Darius în încercarea de a-l captura, dar nu reușesc să îl ajungă. Pe lângă soldații persani capturați, o avere substanțială, bunuri, echipamente de război și arme au intrat în posesia oștii macedonene, în urma înfrângerii suferite de Imperiul Persan.

Familia lui Darius

## Urmări
Doi ani mai târziu, Alexandru cel Mare îl învinge încă o dată pe Darius al III-lea , care recurge la aceeași metodă pentru a scăpa, fuga. Regele persan moare în cele din urmă, fiind ucis chiar de apropiați ai săi. În urma acestor evenimente Alexandru cel Mare este proclamat rege al Asiei și moștenitor de drept al Imperiului Persan.
Așadar, Bătălia de la Issos din anul 333 î.Hr, a fost decisivă și a marcat începutul declinului marelui Imperiu Persan, ceea ce părea de neimaginat până atunci.

## Tactici

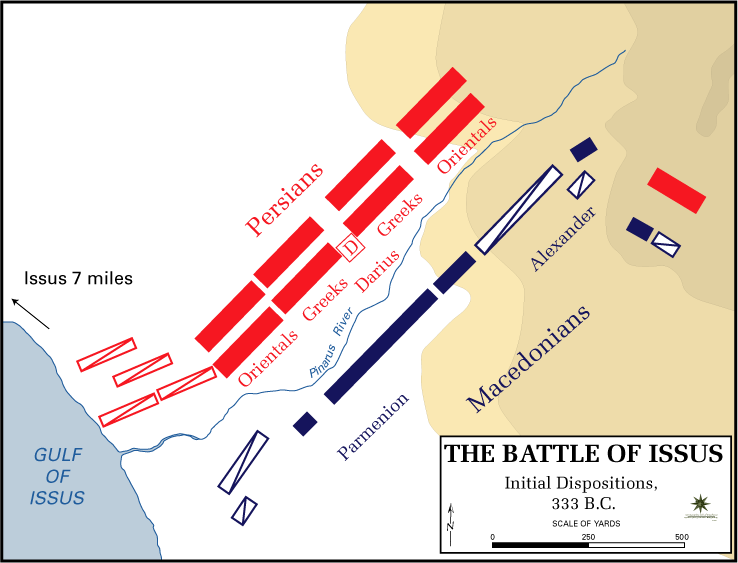
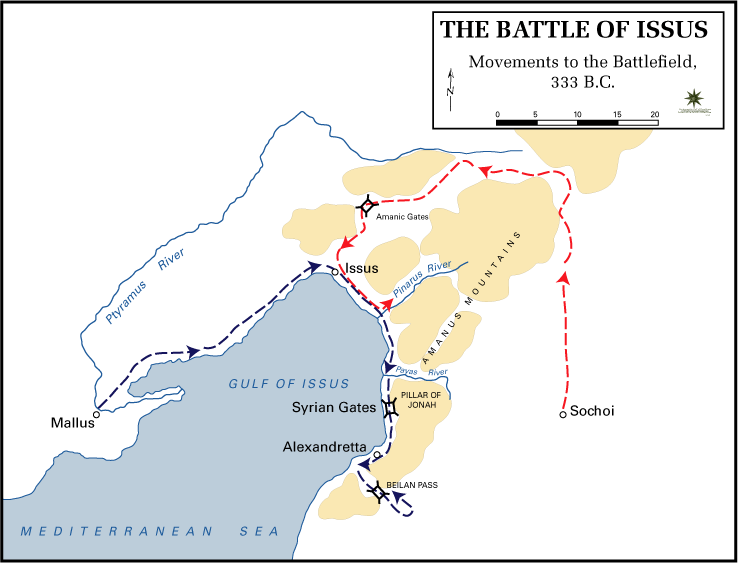
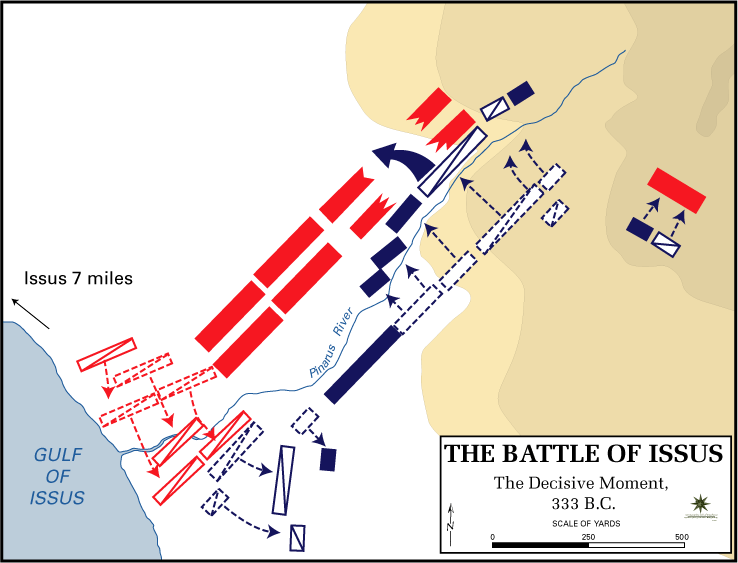